# Armata 6-funtowa
Armata sześciofuntowa (ang. Royal Ordnance Quick Firing 6-pounder 7 cwt) to brytyjskie działo przeciwpancerne kalibru 57 mm z okresu II wojny światowej zaprojektowane jako następca armaty dwufuntowej. Po raz pierwszy użyte bojowo w Afryce Północnej w kwietniu 1942.
Istniały także inne wersje tej armaty, okrętowa – QF 6-pdr 10 cwt oraz przeciwlotnicza – QF 6-pdr 6 cwt. Oznaczenie „cwt” to angielska miara wagi wynosząca 112 funtów i w przypadku tej armaty określała masę lufy.

## Historia
Prace projektowe rozpoczęto w 1938 i sama armata była gotowa już w 1940, ale laweta do niej została zaprojektowana dopiero w 1941. Nowe działo było zdecydowanie lepsze od swojego poprzednika, miało znacznie lepszą przebijalność pancerza (z odległości 1000 m pomiędzy 60 a 140 mm w zależności od amunicji), a co najważniejsze była do niego dostępna amunicja burząca przez co mogło być używane nie tylko jako armata przeciwpancerna, lecz także jako działo piechoty.
W tym samym czasie kiedy powstała armata sześciofuntowa, standardowym działem przeciwpancernym w armii amerykańskiej była 37 mm armata przeciwpancerna M3, która podobnie jak poprzednik QF 6-pounder, w 1940 była już konstrukcją przestarzałą. Amerykanie zdecydowali się więc rozpocząć produkcję armaty brytyjskiej na licencji jako 57 mm M1, wersja amerykańska była praktycznie identyczna z brytyjską, różniła się tylko nieco dłuższą lufą w porównaniu z wersją brytyjską.
Odmiana czołgowa tej armaty używana była między innymi przez czołg piechoty Valentine VIII, IX, X, czołg Churchill III i IV, czołg szybki Crusader III oraz Centaur Mk 1 oraz niektóre czołgi Cromwell.

## Odmiany
- Mk 2 – pierwsza wersja produkcyjna,
- Mk 3 – wersja czołgowa odmiany Mk 2,
- Mk 4 – nieco dłuższa lufa, zmieniony hamulec wylotowy,
- Mk 5 – wersja czołgowa odmiany Mk 4,
- Airlanding – wersja Mk 4 ze zmodyfikowanym podwoziem tak aby mieściła się w szybowcu transportowym Horsa,
- 57-mm M1 – wersja budowana w Stanach Zjednoczonych bez hamulca wylotowego,
- Molins – wersja przeznaczona do samolotów De Havilland Mosquito z automatem ładującym, budowana przez firmę Molins, która przed wojną produkowała automaty do sprzedaży papierosów.

## Amunicja
- przeciwpancerna:
  - APC – od września 1942
  - APCBC – od stycznia 1943
  - APCR – od października 1943
  - APDS – od marca 1944
- burząca
- odłamkowa